# Hriszto Lukov
Hriszto Nyikolov Lukov (bolgárul: Христо Николов Луков; Várna, 1887. január 6. – Szófia, 1943. február 13.) bolgár altábornagy, politikus és hadügyminiszter, a Bolgár Nemzeti Légiók Nacionalista Szövetségének (UBNL) vezetője volt, amely szervezet nagymértékben támogatta a náci ideológiát. Lukovot 1943-ban a bolgár ellenállási mozgalom két tagja, Violeta Yakova és Ivan Burudzsiev meggyilkolta.

## Katonai és politikai karrier

### Első világháború
Hriszto Lukovot az első világháború alatt őrnagyi rangra és tüzér zászlóalj parancsnokává léptették elő. Külföldön tévesen a 13. gyalogoshadosztály parancsnokának tartották az első világháború alatt. Valójában Hriszto Csonyev Lukov vezérőrnagy volt az, aki Gabrovóban született.

### A két világháború közötti időszak
A két világháború közötti időszakban Lukov a katonai tüzériskola, a vezérkari tüzérségi felügyelőség kiképző osztályának, valamint a 2. és 3. gyalogos hadosztály parancsnoka lett.
1935 és 1938 között Lukov hadügyminiszterként dolgozott, és ebben a beosztásában szoros kapcsolatokat épített ki magas rangú náci tisztviselőkkel.

### Második világháború
A második világháború alatt a tengelyhatalmak, különösen a náci Németország fő támogatója volt. Ez nagyrészt a Harmadik Birodalommal való szoros kapcsolatainak és az UBNL tevékenységének volt köszönhető. Lukovot az antiszemita eszmék egyik legjelentősebb szószólójának tartották Bulgáriában. 

## Halála
Lukovot kommunista partizánok gyilkolták meg Szófiában 1943. február 13-án. Az A nép nevében című könyv elbeszélése szerint két zsidó ellenálló támadta meg szófiai lakása előtt. Bár egy golyó eltalálta, rátámadt az egyik partizánra, Ivan Burudzsijevre, de a második, Violeta Yakova ezen kívül még leadott két lövést, ezzel sikeresen megölve Lukovot.

## Díjak és kitüntetések
- Bátorság rendje, 4. fokozat, első és másodosztály
- Szent Sándor-rend, 3. osztálykard nélkül és 4. osztálykarddal
- Katonai Érdemrend I. osztály
- 1939. évi 2. osztályú vaskereszt (Németország)

## Fordítás
Ez a szócikk részben vagy egészben  a   Hristo Lukov című angol Wikipédia-szócikk ezen változatának fordításán alapul.  Az eredeti cikk szerkesztőit annak laptörténete sorolja fel. Ez a jelzés csupán a megfogalmazás eredetét és a szerzői jogokat jelzi, nem szolgál a cikkben szereplő információk forrásmegjelöléseként.